# 贛南戰鬥
贛州軍團發生於1922年6月9－13日，地點則是在中國贛南一帶。是北洋政府時期內戰之一，也是以中國南方廣州軍政府主導的第一次北伐戰事過程裡面之大型戰鬥。贛州軍團的交戰兩方為粵軍及贛軍第九混成旅，不過戰鬥過程中，湘軍幫助了粵軍。戰鬥結束後，粵軍別動隊獲勝，贛軍落敗，江西總督陳光遠離職。

## 參看
- 北洋政府
- 中華民國北洋政府時期內戰戰鬥列表